# Uông Vĩnh Thanh
Uông Vĩnh Thanh (tiếng Trung giản thể: 汪永清, bính âm Hán ngữ: Wāng Yǒng Qīng, sinh tháng 9 năm 1959, người Hán) là chính trị gia nước Cộng hòa Nhân dân Trung Hoa. Ông là Ủy viên Ủy ban Trung ương Đảng Cộng sản Trung Quốc khóa XIX, XVIII, hiện là Thành viên Đảng tổ, Phó Chủ tịch Ủy ban Toàn quốc Hội nghị Hiệp thương Chính trị Nhân dân Trung Quốc. Ông nguyên là Tổng thư ký Ủy ban Chính trị Pháp luật Trung ương Đảng Cộng sản Trung Quốc; Chủ nhiệm Văn phòng Ủy ban Cơ cấu biên chế Trung ương; Phó Bí thư thường vụ Ủy ban Công tác cơ quan Quốc gia Trung ương Đảng; Phó Tổng thư ký Quốc vụ viện.
Uông Vĩnh Thanh là đảng viên Đảng Cộng sản Trung Quốc, học vị Tiến sĩ Luật học. Ông có xuất phát điểm là thanh niên trong phong trào vận động về nông thôn, quay trở lại học tập sau khi phong trào kết thúc, công tác trong nhiều cơ quan trung ương của Đảng Cộng sản và Nhà nước Trung Quốc.

## Xuất thân và giáo dục
Uông Vĩnh Thanh sinh tháng 9 năm 1959 tại huyện Quý Khê, nay là thành phố cấp huyện Quý Khê, thuộc địa cấp thị Ưng Đàm, tỉnh Giang Tây, Cộng hòa Nhân dân Trung Hoa. Ông lớn lên và tốt nghiệp trường cơ sở hệ thống giáo dục 9 năm ở Quý Khê năm 1975, thuộc diện thanh niên tri thức trong phong trào Vận động tiến về nông thôn. Năm 1979, khi phong trào này bị bãi bỏ, ông được quay trở lại với việc học tập, theo học Trường trung học thứ nhất Quý Khê từ tháng 9, tốt nghiệp phổ thông vào tháng 7 năm 1981, khi sắp 22 tuổi. Từ thời kỳ này, ông liên tục tập trung vào việc học, thi đỗ Đại học Cát Lâm rồi đến Trường Xuân của Đông Bắc Trung Quốc nhập học Khoa Pháp luật của trường vào tháng 9 năm 1981, tốt nghiệp Cử nhân Luật học và tháng 7 năm 1985. Sau đó, ông tiếp tục thi đỗ cao học của Đại học Bắc Kinh, học ở Khoa Pháp luật tại Bắc Kinh, nhận bằng Thạc sĩ Lý luận luật học vào tháng 7 năm 1987.
Tháng 8 năm 2005, Uông Vĩnh Thanh được giới thiệu trở lại Đại học Cát Lâm, thi đỗ nghiên cứu sinh sau đại học ở Học viện Pháp luật và bắt đầu nghiên cứu, bảo vệ thành công luận án tiến sĩ và trở thành Tiến sĩ Luật học vào tháng 7 năm 2008. Những năm này, ông từng được cử sang Hoa Kỳ, là nghiên cứu viên cao cấp tham gia nghiên cứu ở Trường Kennedy của Đại học Harvard giai đoạn tháng 9–12 năm 2006. Uông Vĩnh Thanh được kết nạp Đảng vào tháng 6 năm 1985 tại Đại học Cát Lâm, trước khi tốt nghiệp trường này. Ông từng được cử tham gia khóa bồi dưỡng cán bộ trung, thanh niên một năm từ tháng 9 năm 1998 đến tháng 7 năm 1999 tại Trường Đảng Trung ương Đảng Cộng sản Trung Quốc.

## Sự nghiệp

### Các giai đoạn
Tháng 7 năm 1975, Uông Vĩnh Thanh được phân về công xã Tân Điền (新田公社) của Quý Khê, làm công nhân học việc tại Nhà máy Phục vụ tổng hợp thủ công nghiệp Hoàng Đôn trong phong trào Vận động tiến về nông thôn, sau đó là kế toán của Trường trung tiểu học Hoàng Đôn, và giáo viên tư thục ở Tân Điền cho đến 1979. Tháng 7 năm 1987, sau 8 năm liên tục học cao trung, đại học, sau đại học, Uông Vĩnh Thanh được tuyển dụng vào Cục Pháp chế Quốc vụ viện, là cán bộ Văn phòng Nghiên cứu của cục. Ông lần lượt là công vụ viên cấp chủ nhiệm khoa viên, Phó Chủ nhiệm Phòng thứ hai của văn phòng từ năm 1991, Trưởng phòng Nghiên cứu của Văn phòng Cục Pháp chế từ năm 1993. Trong những năm này, từ tháng 9 năm 1992 đến tháng 9 năm 1993, ông được cử tới địa cấp thị Tần Hoàng Đảo của Hà Bắc để kiêm nhiệm Trợ lý Cục trưởng Cục Thuế Tần Hoàng Đảo. Năm 1996, ông nhậm chức Phó Chủ nhiệm Văn phòng Cục Pháp chế, và là Chủ nhiệm từ năm 1997.
Tháng 3 năm 1998, Trung Quốc cải tổ Cục Pháp chế thành Văn phòng Pháp chế Quốc vụ viện, từ cấp phó bộ lên cấp bộ, Uông Vĩnh Thanh được điều chuyển sang cơ quan mới, nhậm chức Phó Bí thư Đảng ủy cơ quan, Thư ký kiêm Phó Ty trưởng thường vụ Ty Hành chính (行政司) – và cũng là Ty Nghiên cứu (研究司) trong giai đoạn này – của Văn phòng Pháp chế, sau đó là Ủy viên Đảng tổ Văn phòng, Bí thư Đảng ủy cơ quan, Thư ký kiêm Ty trưởng Ty Hành chính từ tháng 8 cùng năm. Ông được bổ nhiệm làm Phó Chủ nhiệm Văn phòng Pháp chế, cấp phó bộ, tỉnh từ năm 2003.

### Quốc vụ viện
Ngày 15 tháng 3 năm 2008, Uông Vĩnh Giang được bổ nhiệm làm Phó Tổng thư ký Quốc vụ viện, phụ trách công tác thường nhật của Ủy viên Quốc vụ Mạnh Kiến Trụ, và kiêm nhiệm vị trí Phó Bí thư thường vụ Ủy ban Công tác cơ quan Quốc gia Trung ương Đảng, cấp bộ trưởng. Tháng 11 năm 2012, tại Đại hội Đảng Cộng sản Trung Quốc khóa XVIII, ông được bầu làm Ủy viên Ủy ban Trung ương Đảng Cộng sản Trung Quốc khóa XVIII, rồi được phân công là Ủy viên Ủy ban Cơ cấu biên chế Trung ương, Chủ nhiệm Văn phòng Ủy ban này. Tháng 3 năm 2013, ông tiếp tục là Phó Tổng thư ký Quốc vụ viện, phụ trách công tác thường nhật của Ủy viên Quốc vụ Quách Thanh Côn, đồng thời được bổ nhiệm làm Ủy viên Ủy ban, Tổng thư ký Ủy ban Chính trị Pháp luật Trung ương Đảng Cộng sản Trung Quốc từ tháng 4 cùng năm.

### Chính Hiệp
Tháng 10 năm 2017, Uông Vĩnh Giang tiếp tục tham gia đại hội đại biểu toàn quốc, được bầu làm Ủy viên Ủy ban Trung ương Đảng Cộng sản Trung Quốc khóa XIX tại Đại hội Đảng Cộng sản Trung Quốc lần thứ 19. Ngày 17 tháng 3 năm 2018, tại đại hội đại biểu toàn quốc của Hội nghị Hiệp thương Chính trị Nhân dân Trung Quốc khóa XIII, ông được bầu làm Phó Chủ tịch Ủy ban Toàn quốc Chính Hiệp, cấp phó quốc gia, đồng thời là Thành viên Đảng tổ Chính Hiệp, và được miễn nhiệm các chức vụ ở Quốc vụ viện sau đó.